# ان‌جی‌سی ۷۰۱۴
ان‌جی‌سی ۷۰۱۴ (انگلیسی: NGC 7014) یک کهکشان بیضوی است که در فاصله ۲۱۰ میلیون سال نوری از زمین در صورت فلکی هندی واقع شده است.  کهکشان NGC 7014 توسط اخترشناس انگلیسی جان هرشل در ۲ اکتبر ۱۸۳۴ کشف شد.